# Bulbine favosa
Bulbine favosa là một loài thực vật có hoa trong họ Thích diệp thụ. Loài này được (Thunb.) Schult. & Schult.f. miêu tả khoa học đầu tiên năm 1829.